# Non Non Biyori
Non Non Biyori (jap. のんのんびより) – manga autorstwa Atto, publikowana na łamach magazynu „Gekkan Comic Alive” od września 2009 do lutego 2021.
Na podstawie mangi studio Silver Link wyprodukowało serial anime, który był emitowany między październikiem a grudniem 2013. Drugi sezon emitowany był od lipca do września 2015. W sierpniu 2018 roku odbyła się premiera filmu anime, natomiast emisja trzeciego sezonu trwała od stycznia do marca 2021.

## Fabuła
Akcja rozgrywa się w małej wiosce Asahigaoce, miejscu pozbawionym wielu wygód, do których przywykli ludzie z miasta. Najbliższe sklepy są oddalone o kilka kilometrów, a miejscowa szkoła liczy tylko pięcioro uczniów, z których każdy uczęszcza do innej klasy szkoły podstawowej lub gimnazjum. Hotaru Ichijo, piątoklasistka z Tokio, przenosi się do miejscowej szkoły i przystosowuje się do życia na wsi wraz z nowymi przyjaciółmi.

## Bohaterowie

### Główni
- Hotaru Ichijo (jap. 一条 蛍 Ichijō Hotaru)

Seiyū: Rie Murakawa 
Uczennica piątej klasy, która przeprowadza się do Asahigaoki z Tokio. Jest dość wysoka jak na swój wiek i podkochuje się w Komari do tego stopnia, że nawet uszyła kolekcję pluszowych lalek z jej podobizną, którymi ozdobiła swój pokój. W młodości odwiedziła kilkukrotnie Asahigaokę, ponieważ jej krewni mieszkają w pobliżu.
- Renge Miyauchi (jap. 宮内 れんげ Miyauchi Renge)

Seiyū: Kotori Koiwai 
Uczennica pierwszej klasy szkoły podstawowej. Lubi witać się z przyjaciółmi, mówiąc „nyanpasū”, zwrotem, którego używa zamiast „dzień dobry”. Choć na ogół zachowuje się jak na swój wiek, często jest dość spostrzegawcza i ekscentryczna. Dodaje zbędne „n” na końcu zdań jako tik słowny. Lubi grać na flecie, a także jest młodszą siostrą Hikage i Kazuho. Przygarnęła szopa pracza, któremu nadała imię Gu.
- Natsumi Koshigaya (jap. 越谷 夏海 Koshigaya Natsumi)

Seiyū: Ayane Sakura 
Uczennica pierwszej klasy gimnazjum. Jest wyższa od Komari, swojej starszej siostry. Jest buntownicza i beztroska, często kłóci się z matką, robi psikusy starszej siostrze i słabo radzi sobie w szkole.
- Komari Koshigaya (jap. 越谷 小鞠 Koshigaya Komari)

Seiyū: Kana Asumi 
Uczennica drugiej klasy gimnazjum i starsza siostra Natsumi. Jest dość niska, nad czym nieustannie ubolewa, ponieważ Natsumi często jej dokucza z tego powodu. Jest bardzo niewinna i łatwo ją przestraszyć, co Natsumi często wykorzystuje.

### Drugoplanowi
- Suguru Koshigaya (jap. 越谷 卓 Koshigaya Suguru)

Uczeń trzeciej klasy gimnazjum, a także starszy brat Natsumi i Komari. Niewiele mówi i jest rzadko obecny poza sporadycznymi scenami komediowymi.
- Kazuho Miyauchi (jap. 宮内 一穂 Miyauchi Kazuho)

Seiyū: Kaori Nazuka 
Starsza siostra Renge i jedyna nauczycielka w miejscowej szkole. Ma 24 lata i jest absolwentką szkoły w Asahigaoce. Lubi spać, a kiedy jej uczniowie uczą się indywidualnie, korzysta z okazji, by się zdrzemnąć.
- Kaede Kagayama (jap. 加賀山 楓 Kagayama Kaede)

Seiyū: Rina Satō 
20-letnia absolwentką szkoły w Asahigaoce, która prowadzi lokalny sklep ze słodyczami. Z tego powodu miejscowe dzieci, a w szczególności Renge, nazywają ją „Dagashi-ya” (jap. 駄菓子屋, czyli „sklep ze słodyczami”). Jej sklep prowadzi również wypożyczalnię sprzętu narciarskiego oraz sprzedaż wysyłkową.
- Hikage Miyauchi (jap. 宮内 ひかげ Miyauchi Hikage)

Seiyū: Misato Fukuen 
Starsza siostra Renge, która jest uczennicą pierwszej klasy liceum w Tokio. Jest absolwentką szkoły w Asahigaoce. Pojawia się również w innej mandze Atto zatytułowanej Koakuma Meringue (jap. こあくまメレンゲ, dosł. „Beza małego diabła”). Po powrocie do wioski próbuje zaimponować rodzeństwu i przyjaciołom swoim modnym i „miejskim” sposobem bycia, ale zostaje przyćmiona przez wiedzę Hotaru.
- Yukiko Koshigaya (jap. 越谷 雪子 Koshigaya Yukiko)

Seiyū: Akiko Hiramatsu 
Matką Natsumi, Komari i Suguru. Często jest surowa, zwłaszcza wobec Natsumi, która często się obija. Jest również absolwentką szkoły w Asahigaoce. Kiedy była uczennicą, opiekowała się Kazuho, tak jak Kaede zajmowała się Renge, gdy ta była młodsza (według autora w posłowiu).
- Konomi Fujimiya (jap. 富士宮 このみ Fujimiya Konomi)

Seiyū: Ryōko Shintani 
Absolwentka szkoły w Asahigaoce, która mieszka po sąsiedzku z rodziną Koshigayów. Jest uczennicą trzeciej klasy pobliskiego liceum.
- Honoka Ishikawa (jap. 石川 ほのか Ishikawa Honoka)

Seiyū: Ayahi Takagaki 
Uczennica pierwszej klasy podstawówki, która przyjeżdża do babci w czasie wakacji i zaprzyjaźnia się z Renge. Pojawia się również w innej pracy autora zatytułowanej Toko-toko (jap. とことこ).
- Aoi Nizato (jap. 新里 あおい Niizato Aoi)

Seiyū: Shino Shimoji 
Uczennica pierwszej klasy gimnazjum, która mieszka na Okinawie i pracuje w rodzinnym zajeździe. Jako członkini szkolnego klubu badmintona szybko zaprzyjaźnia się z Natsumi ze względu na ich wspólny wiek i zainteresowanie sportem.
- Shiori (jap. しおり Shiori)

Seiyū: Misaki Kuno 
Córka oficera policji, która jest o rok młodsza od Renge.
- Akane Shinoda (jap. 篠田 あかね Shinoda Akane)

Seiyū: Aimi Tanaka 
Uczennica pierwszej klasy liceum. Chodzi do tej samej szkoły co Konomi, a także jest członkinią klubu orkiestry dętej, w którym odpowiada za grę na flecie.

## Manga
Manga była publikowana w magazynie „Gekkan Comic Alive” wydawnictwa Media Factory od 26 września 2009 do 26 lutego 2021 i liczy łącznie 120 rozdziałów. Została także wydana w 16 tomach tankōbon, które ukazywały się od 23 marca 2010 do 23 marca 2021.
Od 27 maja 2021 do 27 stycznia 2022 wydawany był również krótki spin-off zatytułowany Non Non Biyori: Remember.
| Nr       | Data wydania (język japoński) | ISBN (język japoński)  |
| -------- | ----------------------------- | ---------------------- |
| 1        | 23 marca 2010                 | ISBN 978-4-0406-6521-4 |
| 2        | 22 grudnia 2010               | ISBN 978-4-0406-6522-1 |
| 3        | 22 października 2011          | ISBN 978-4-0406-6523-8 |
| 4        | 23 lipca 2012                 | ISBN 978-4-0406-6524-5 |
| 5        | 23 lutego 2013                | ISBN 978-4-0406-6525-2 |
| 6        | 21 września 2013              | ISBN 978-4-0406-6526-9 |
| 7        | 23 lipca 2014                 | ISBN 978-4-0406-6813-0 |
| 8        | 23 marca 2015                 | ISBN 978-4-0406-7282-3 |
| 9        | 22 grudnia 2015               | ISBN 978-4-0406-7860-3 |
| 10       | 23 września 2016              | ISBN 978-4-0406-8542-7 |
| 11       | 23 maja 2017                  | ISBN 978-4-0406-9252-4 |
| 12       | 23 lutego 2018                | ISBN 978-4-0406-9686-7 |
| 13       | 21 listopada 2018             | ISBN 978-4-040651-80-4 |
| 14       | 23 sierpnia 2019              | ISBN 978-4-040640-16-7 |
| 15       | 23 maja 2020                  | ISBN 978-4-040646-34-3 |
| 16       | 23 marca 2021                 | ISBN 978-4-04-680308-5 |
| Remember | 23 marca 2022                 | ISBN 978-4-04-681161-5 |

## Anime
Adaptacja w formie 12-odcinkowego telewizyjnego serialu anime została wyprodukowana przez studio Silver Link i wyreżyserowana przez Shinyę Kawatsurę. Emitowana była w Japonii między 8 października a 24 grudnia 2013, a także transmitowana za pośrednictwem serwisu Crunchyroll. Odcinek OVA został dołączony do siódmego tomu mangi wydanego 23 lipca 2014. Kolejna OVA została dołączona do dziesiątego tomu mangi 23 września 2016. Trzecia OVA została dołączona do tomu mangi Non Non Biyori: Remember, który został wydany 23 marca 2022. W Ameryce Północnej licencję na serię zakupiło Sentai Filmworks.
Drugi sezon, Non Non Biyori Repeat, był emitowany w Japonii od 7 lipca do 22 września 2015.
Film anime, zatytułowany Non Non Biyori Vacation, miał premierę 25 sierpnia 2018, a personel i obsada serii anime powrócili, by ponownie wcielić się w swoje role. Motyw przewodni otwierający film, zatytułowany „Ao no rakugaki” (jap. あおのらくがき), wykonał duet Nano Ripe, natomiast motyw końcowy, „Omoide” (jap. おもいで), wykonały Rie Murakawa, Ayane Sakura, Kana Asumi i Kotori Koiwai.
Trzeci sezon, Non Non Biyori Nonstop, był emitowany od 11 stycznia do 29 marca 2021. Ekipa produkcyjna i obsada z dwóch pierwszych serii anime ponownie wcielili się w swoje role. Trzeci sezon liczył łącznie 12 odcinków.

### Ścieżka dźwiękowa
| Seria          | Tytuł                                   | Wykonawcy                                          | Źródło   |
| Czołówka       | Czołówka                                | Czołówka                                           | Czołówka |
| -------------- | --------------------------------------- | -------------------------------------------------- | -------- |
| 1              | „Nanairo biyori” (jap. なないろびより)  | Nano Ripe                                          | [ 3 ]    |
| 2              | „Kodama kotodama” (jap. こだまことだま) | Nano Ripe                                          | [ 39 ]   |
| 3              | „Tsugihagi moyō” (jap. つぎはぎもよう)  | Nano Ripe                                          | [ 5 ]    |
| Napisy końcowe |                                         |                                                    |          |
| 1              | „Non non biyori” (jap. のんのん日和)    | Rie Murakawa Ayane Sakura Kana Asumi Kotori Koiwai | [ 3 ]    |
| 2              | „Okaeri” (jap. おかえり)                | Rie Murakawa Ayane Sakura Kana Asumi Kotori Koiwai | [ 39 ]   |
| 3              | „Tadaima” (jap. ただいま)               | Rie Murakawa Ayane Sakura Kana Asumi Kotori Koiwai | [ 5 ]    |

## Odbiór
Do grudnia 2015 manga sprzedała się w nakładzie ponad 1,3 mln egzemplarzy.